# روبن كاليم
روبن كاليم (بالألمانية: Robin Kalem)‏ هو لاعب كرة قدم ألماني، ولد في 14 يوليو 2002 في شتولينغن في ألمانيا.

## وصلات خارجية
- روبن كاليم على موقع قاعدة بيانات كرة القدم.إي يو (الإنجليزية)
- روبن كاليم على موقع Soccerway.com (الإنجليزية)